# Eduardsee
Der Eduardsee (Edwardsee), der auch Rutanzigesee genannt wird, liegt in Ost-Afrika größtenteils in der Demokratischen Republik Kongo, der Nordostteil liegt in Uganda.

## Beschreibung
Östlich der großen Zentralafrikanischen Schwelle und westlich des Uganda-Hochlands liegt der See, der Teil des Ostafrikanischen Grabenbruchs ist, direkt südlich des Ruwenzori-Gebirges. Während der Eduardsee von vielen kleinen Bächen und Flüssen gespeist wird (dazu gehören der Rutshuru, Ishasha und Ntungwe), ist sein einziger Abfluss der Semliki, der den See am Nordwestufer verlässt, um weiter nördlich in den Albertsee zu münden. Im Osten ist er durch den Fluss Kazinga mit dem Georgsee verbunden. Er hat eine maximale Länge von 90 km und eine maximale Breite von 40 km.
Henry Morton Stanley entdeckte den fischreichen See 1876 neu für Großbritannien, besuchte ihn 1889 und benannte ihn nach Albert Edward, dem damaligen Prince of Wales (später König Edward VII.).
Als Idi Amin in Uganda regierte, nannte man den See in diesem Land und in Zaire Idi-Amin-See oder Idi-Amin-Dada-See.
Die Verwaltung übernimmt im Kongo der Virunga-Nationalpark und in Uganda der Queen-Elizabeth-Nationalpark.

## Fauna
Der Eduardsee teilt seine Fauna weitgehend mit dem Georgsee. Beide Seen werden von 35 bis 50 Buntbarscharten bewohnt, von denen alle bis auf fünf endemisch sind, d. h., sie kommen nur hier vor. Neben den Buntbarschen kommen 27 weitere Fischarten vor. Von diesen sind nur zwei endemisch. Alle nichtendemischen Fische kommen auch im Nil und seinen Nebenflüssen vor. Unter den wirbellosen Tieren wurden zwei endemische Weichtierarten und zwei endemische Weichtierunterarten entdeckt. Die nichtendemische Weichtierfauna kommt auch im Semliki, im Weißen Nil, im Victoriasee, im Albertsee und im Turkana-See vor. Der Fischfang im Eduardsee zielt vor allem auf Tilapiaarten, auf Stachelwelse (Bagrus), Raubwelse (Clarias) und den Äthiopischen Lungenfisch (Protopterus aethiopicus).